# Nikolaus I. (Patriarch)

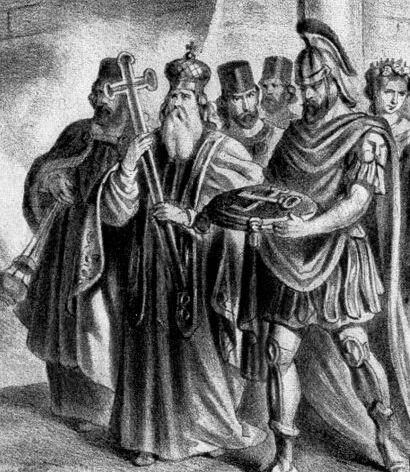
Nikolaus I (historisierendes Bild)

Nikolaus I., genannt Mystikos (* 852; † 11. Mai 925) war Patriarch von Konstantinopel von 901 bis 907 und von 912 bis 925. Er verweigerte dem Kaiser Leo VI. eine vierte Ehe und verschwor sich, im sogenannten Tetragamiestreit, erfolglos gegen ihn. Danach wurde Nikolaus gezwungen, Leos Sohn aus der ungenehmigten Verbindung zu taufen. Anschließend, 907, wurde er abgesetzt und für mehrere Jahre in das von ihm gegründete Kloster Galakrenai nahe Chalkedon verbannt, in dem er später auch seine letzte Ruhestätte finden sollte.
Als Leos Bruder Alexander 912 Kaiser wurde, wurde Nikolaus wieder eingesetzt und kurz vor Alexanders schnellem Tod 913 als Mitglied einer siebenköpfigen Regentschaft für Konstantin VII. ernannt. Die Regentschaft zerschlug einen Putsch des Generals Konstantin Dukas. Nikolaus setzte sich bald als das eigentliche Oberhaupt der Regentschaft durch. Er schloss einen unpopulären Frieden mit den Bulgaren und krönte deren Herrscher Simeon zum „Basileus (Kaiser) von Bulgarien“. Im Jahr 914 wurde er von Leos Witwe Zoe Karbonopsina als Regent abgesetzt, durfte aber bis zu seinem Tod Patriarch bleiben.
Er wird in der orthodoxen Kirche als Heiliger verehrt. Sein Gedenktag ist der 16. Mai.